# Viktor Petrovics Szerebrjanyikov
Viktor Petrovics Szerebrjanyikov (ukránul: Віктор Петрович Серебряников, oroszul: Виктор Петрович Серебряников; Zaporizzsja, 1940. március 29. – Kijev, 2014. november 12.) ukrán labdarúgó, edző.
A szovjet válogatott tagjaként részt vett az 1962-es, az 1966-os és az 1970-es világbajnokságon.

## Sikerei, díjai
Dinamo Kijiv
- Szovjet bajnok (5): 1961, 1966, 1967, 1968, 1971
- Szovjet kupa (2): 1964, 1965–66